# 18:15 ab Ostkreuz
18:15 ab Ostkreuz ist ein deutscher Spielfilm von Jörn Hartmann aus dem Jahr 2006. Der Film ist eine Trash-Komödie, in der die Miss-Marple-Verfilmungen der 1960er Jahre parodiert werden.

## Handlung
Die altjüngferliche Ex-Grundschullehrerin Karin Hoene beobachtet in der S-Bahn am Bahnhof Ostkreuz einen scheußlichen Axtmord an einer Frau. Sie folgt mit ihrer an Flatulenz leidenden Freundin Rosa Brathuhn den herumliegenden Körperteilen der Toten in einen Frisörsalon. Dort stirbt ein Schönheitschirurg nach dem Aufsetzen einer vergifteten Marlene-Dietrich-Perücke. Ein Star-Coiffeur wird erdrosselt.

## Kritiken
film-dienst schrieb in der Ausgabe vom 30. März 2006: „Andere Zielgruppen zu anderen Jahreszeiten dürfte das bedingungslose Wohlgefallen schon etwas schwerer fallen. Dennoch besitzt 18.15 UHR AB OSTKREUZ Qualitäten über den Camp-Faktor (Kostüme, Perücken und Make-up sind wahrlich exzeptionell) hinaus. An erster Stelle wäre die Schwarz-weiß-Kamera von Torsten Falk zu nennen, der trotz No-Budget ein Marplesches Krimi-Flair in die unmissverständlich unsägliche Posse zaubert.“